# Zimafej Hardsejtschyk
Zimafej Hardsejtschyk (belarussisch Цімафей Гардзейчык, russisch Тимофей Гордейчик Timofei Gordeitschik; * 4. Januar 1986 in Minsk) ist ein belarussischer Wasserspringer. Er startet im 10-m-Turm- und Synchronspringen und wird von Anatoli Rjabtschikow trainiert.
Hardsejtschyk bestritt bei der Europameisterschaft 2006 in Budapest seine ersten internationalen Titelkämpfe. Er startete im Kunstspringen vom 1-m-Brett, schied jedoch im Vorkampf aus. In den folgenden Jahren konzentrierte er sich auf das Turmspringen. Bei der Europameisterschaft 2009 in Turin erreichte er vom 10-m-Turm erstmals ein Finale, wo er Elfter wurde. Seinen bislang größten sportlichen Erfolg errang Hardsejtschyk ein Jahr später bei der Europameisterschaft in Budapest. Vom 10-m-Turm wurde er im Einzelwettbewerb Siebter, mit Wadsim Kaptur gewann er im Synchronspringen die Bronzemedaille. Das Duo belegte im Jahr 2011 bei der Europameisterschaft in Turin Rang vier und bei der Weltmeisterschaft in Shanghai Rang zehn.